# Synthemis serendipita
Synthemis serendipita är en trollsländeart som beskrevs av Winstanley 1984. Synthemis serendipita ingår i släktet Synthemis och familjen skimmertrollsländor. Inga underarter finns listade i Catalogue of Life.